# Kigumo
Kigumo är en ort i distriktet Maragua i provinsen Central i Kenya.
John Ngugi, friidrottare, är född i Kigumo.